# Cutting Class
Cutting Class är en amerikansk långfilm från 1989 i regi av Rospo Pallenberg, med Donovan Leitch, Jill Schoelen, Brad Pitt och Roddy McDowall i rollerna. Filmen var Brad Pitts första större filmroll.

## Handling
Brian Woods (Donovan Leitch) är intresserad av Paula Carson (Jill Schoelen), men hon är redan tillsammans med basketspelaren Dwight Ingalls (Brad Pitt). Även skolans rektor är intresserad av Paula. Mord begås och misstankar faller på Brian, som nyligen släppts från ett mentalsjukhus.

## Rollista
| Donovan Leitch  | – Brian Woods        |
| Jill Schoelen   | – Paula Carson       |
| Brad Pitt       | – Dwight Ingalls     |
| Roddy McDowall  | – Mr. Dante          |
| Martin Mull     | – William Carson III |
| Brenda James    | – Colleen            |
| Mark Barnet     | – Gary               |
| Robert Glaudini | – Shultz             |
| Eric Boles      | – Mr. Glynn          |
| Dirk Blocker    | – Coach Harris       |
| Nancy Fish      | – Mrs. Knocht        |
| Robert Machray  | – Mr. Conklin        |